# Herman Selleslags
Herman Selleslags (1938 – 18. října 2024) byl belgický fotožurnalista, pracující především pro časopis HUMO.

## Život a kariéra
Selleslags se narodil v Antverpách v roce 1938. Jeho otec, Rik Selleslags, byl také fotoreportér. Herman Selleslags začal pracovat jako fotograf v 50. letech, nejprve dělal komerční fotografie pro firmy, později pracoval jako fotograf pro hudební magazín Humo, kde portrétoval mnoho známých osobností. To zahrnuje portréty Beatles, Micka Jaggera, Ikea a Tiny Turnerových a Diany Rossové. Jeho archiv a archiv jeho otce jsou uloženy ve Fotomuzeu Antverpy.
V roce 1991 obdržel Státní cenu za vizuální umění od Vlámské komunity. V roce 2007 věnovalo Fotomuseum Antwerpy jeho dílu velkou retrospektivu.  V roce 2024 Aldine Reinink režíroval Life Will Give You Pictures, 80minutový dokument o Selleslagsově životě.
Selleslags byl ženatý se Sonjou Cantré, dcerou sochaře Jozefa Cantrého. Sonja byla televizní moderátorka. Měli dvě děti. Cantré zemřela v roce 2014. Selleslags zemřel 18. října 2024 prostřednictvím eutanazie. Bylo mu 86 let.